# Lista de cursos de água do Distrito de Faro
Esta é uma lista completa de cursos de água do Distrito de Faro, em Portugal, segundo o Instituto Geográfico do Exército.

## A
- Barranco da Achada
- Barranco do Açor
- Corgo do Açor
- Açude
- Barranco do A-de-Marinho
- Barranco do Adernal
- Barranco da Aderneira
- Ribeiro do Afoga-Burros
- Barranco de Água
- Barranco da Água da Rainha
- Barranco da Água de Todo o Ano
- Barranco de Águas
- Ribeira das Águas Alvas
- Barranco das Águas Belas
- Barranco da Água Velha
- Barranco da Aguçadeira
- Barranco das Aguilhadas
- Barranco do Aimo
- Barranco do Aipo
- Barranco dos Aivados
- Barranco do Alamo
- Ribeira do Álamo
- Barranco dos Álamos
- Barranco Albarrão
- Ribeira de Albufeira
- Ribeira de Alcantarilha
- Barranco da Alcaria
- Barranco da Alcaria Chã
- Barranco das Alcarias
- Barranco do Alcoutenejo
- Barranco de Alcomicosa
- Barranco de Alcoutenejo
- Barranco da Aldeia
- Barranco do Aldrebe
- Ribeira da Alface
- Ribeira das Alfambras
- Barranco da Alfarrobeira
- Barranco das Alfarrobeiras
- Barranco do Algarve
- Ribeira de Algibre
- Ribeira de Algoz
- Ribeira de Aljezur
- Ribeira de Almadena
- Ribeira do Almagem
- Ribeira do Almargem
- Barranco do Almalho
- Barranco dos Almares
- Barranco do Almarjão
- Ribeiro do Almarjão
- Barranco de Almejafas
- Ribeiro da Almiranta
- Ribeira de Alportel
- Ribeira de Alte
- Barranco da Altura
- Barranco do Álvaro Gil
- Rio Alvor
- Barranco da Amarela
- Barranco da Ameijoafra
- Ribeira da Ameixeira
- Barranco da Ameixieira
- Barranco das Amendoeiras
- Ribeira da Amieira
- Corgo da Amoladeira
- Barranco da Amoreira
- Ribeira da Amoreira
- Vale das Amoreiras
- Barranco do Ano Seco
- Barranco das Antas
- Ribeira de Arade
- Rio Arade
- Barranco do Aragão
- Ribeira de Arão
- Ribeira do Arão
- Corgo das Arcas
- Corgo do Arco
- Ribeira do Arieiro
- Barranco dos Arrodeiros
- Ribeira do Arroio
- Barranco das Asas
- Barranco do Asno
- Ribeira da Asseca
- Ribeiro da Ataboeira
- Barranco da Atalaia
- Barranco do Atoleiro
- Barranco da Azenha
- Barranco das Azurreiras

## B
- Barranco dos Bacelos
- Barranco dos Balandinhos
- Barranco da Balsa
- Barranco da Balsa Grande
- Barranco da Balsina??
- Barranco da Balsinha
- Barranco do Baltar
- Barranco do Balurquinho
- Barranco do Banho
- Ribeiro do Baralha
- Barranco da Barba Luiza
- Ribeiro do Barranco
- Ribeira do Barranco do Diabo
- Ribeira do Barranquinho
- Barranco dos Barrinhos
- Barranco das Barrosas
- Barranco da Barrada
- Barranco do Barreiro
- Barranco de Barreiros
- Barranco da Barriga
- Barranco da Batuca
- Barranco do Basto Velho
- Barranco do Beiçudo
- Ribeira de Bela Mandil
- Ribeira de Beliche
- Barranco do Bem Parece
- Ribeira do Bemparece
- Ribeira de Benacoitão
- Ribeiro da Benafátima
- Ribeira do Bengado
- Ribeira de Bensafrim
- Barranco do Beringel
- Barranco do Besteirinho
- Corgo dos Besteiros
- Ribeiro dos Besteiros
- Barranco da Bica
- Barranco do Bilharó
- Ribeira do Biogal
- Ribeira da Boavista
- Barranco do Boi
- Barranco da Boiça
- Ribeira da Boina
- Ribeira de Boina
- Ribeiro de Boliqueime
- Barranco da Bombeja
- Ribeira da Bordeira
- Ribeira de Borna
- Barranco das Botelhas
- Barranco dos Botelhos
- Barranco da Bouça
- Barranco do Bracelar
- Ribeira da Brazieira
- Barranco do Brejo
- Corgo dos Brejos
- Barranco de Brincadoiros
- Barranco do Brusco
- Ribeira de Budens
- Barranco do Bufo
- Barranco da Burra
- Corgo da Burra

## C
- Barranco das Cabanas
- Ribeira da Cabranosa
- Barranco de Cacela
- Ribeira de Cacela
- Ribeira de Cadavais
- Ribeira do Cadouço
- Barranco da Caeira
- Corgo do Cafundão
- Barranco da Caixa de Água
- Barranco das Caixas
- Barranco do Calabaço
- Ribeira da Caldeira
- Barranco do Caldeirão
- Corgo do Caldeirão
- Barranco dos Caldeirões
- Barranco das Calhestras
- Barranco dos Caminhos
- Barranco dos Campilhos
- Barranco do Canafechal
- Barranco do Canal
- Barranco das Canas
- Ribeira das Canas
- Barranco do Candeeiro
- Ribeira da Candieira
- Barranco do Caniçal
- Barraco do Cansino
- Barranco do Capitão
- Barranco das Carapinhas
- Ribeira de Carcavai
- Barranco de Cardasos
- Ribeira do Cardoso
- Ribeira das Casas Novas
- Barranco Cerro da Corça
- Barranco Chão de Parreira
- Ribeira da Caroucha
- Barranco da Carrapateira
- Ribeira da Carrapateira
- Barranco do Carrascal
- Barranco do Carrascalinho
- Barranco da Carrasqueira
- Ribeira da Carrasqueira
- Ribeira do Carrasqueiro
- Barranco do Carriçal
- Corrego do Carriçal
- Ribeira do Carriçal
- Barranco do Carriço
- Ribeira de Carriços
- Ribeira dos Carriços
- Barranco do Carril
- Ribeira dos Carunchos
- Barranco da Carta Velha
- Barranco do Carvalhal
- Barranco da Carvalheira
- Barranco do Carvalheiro
- Barranco do Carvalho
- Ribeira de Carvalho
- Ribeira do Carvalho
- Ribeiro de Carvalho
- Barranco do Carvalhosinho
- Barranco do Carvalhoso
- Ribeiro do Carvalhoso
- Barranco da Casa
- Barranco da Casa Branca
- Barranco da Casa Nova
- Barranco dos Casarões
- Barranco das Casas
- Barranco das Casas Novas
- Ribeira da Casa Velha
- Barranco da Cascalhosa
- Corgo dos Casqueiros
- Barranco do Castanheiro
- Barranco do Castelhano
- Barranco dos Castelhanos
- Barranco do Castelo Velho
- Barranco de Catarina Dias
- Barranco do Cavalo
- Barranco dos Cavalos
- Barranco das Cavdas
- Barranco da Cegonha
- Corgo do Ceiceiro
- Ribeira do Centianes
- Ribeiro do Centianes
- Barranco da Cerca
- Ribeira da Cerca
- Barranco da Cerca das Colmeias
- Barranco do Cerro Grande
- Barranco de Cerva
- Barranco do Cervo
- Barranco da Chã
- Barranco do Chanfalho
- Barranco do Chão do Ribeiro
- Barranco do Chão Frio
- Ribeira da Chapa
- Barranco da Chaveca
- Ribeira do Chilrão
- Corgo da Choca
- Ribeiro das Choças
- Barranco do Chora-mingas
- Barranco da Chorosa
- Barranco do Ciceiro
- Ribeiro do Cipreste
- Barranco do Coentral
- Barranco do Coito
- Ribeira do Colmeal
- Barranco da Colmeia do Boi
- Barranco das Colmeias
- Barranco da Corga Funda
- Barranco do Corgo
- Barranco de Córias
- Barranco do Corsino
- Ribeira da Corte
- Barranco da Corte
- Ribeira da Corte do Bispo
- Barranco Corte Cabreira
- Barranco da Corte Grande
- Ribeira de Corte Mourão
- Barranco da Corte Pequena
- Barranco do Corte Pero Jaques
- Barranco da Corte Velada
- Barranco da Cortelha de Baixo
- Barranco do Corxo
- Barranco do Cotofo
- Barranco das Courelas
- Ribeiro de Coutinho
- Barranco da Cova do Lobo
- Barranco da Covanca
- Barranco das Covas
- Barranco do Covilo
- Barranco da Craveira
- Barranco das Cruzes
- Barranco do Cubo
- Barranco da Cunca
- Barranco dos Currais
- Barranco do Curral
- Barranco do Curral do Telhado ou Curral Telhado

## D
- Barranco de Danfelix
- Barranco do Demo
- Barranco Diogo
- Corgo do Donzel

## E
- Barranco da Eira
- Barranco da Eira Craveira
- Barranco da Eira das Meias
- Barranco das Eiras
- Ribeiro das Eiras Ruivas
- Barranco das Eirinhas
- Barranco das Eironas
- Ribeiro do Enxerim
- Barranco do Entre Bum
- Barranco da Escadavada
- Barranco do Escarão
- Barranco do Escobeiro
- Ribeira de Espiche
- Ribeiro de Espiche
- Barranco do Espinha
- Barranco do Espinhaço de Cão
- Barranco do Espojeiro
- Corgo do Espregal
- Barranco do Esteiro
- Barranco do Estevais
- Barranco das Esteveiras
- Corgo do Estevão
- Barranco da Estrada
- Ribeira do Estreitinho

## F
- Ribeiro do Falacho
- Barranco do Falcate
- Barranco do Farelo
- Ribeira do Farelo
- Barranco dos Farolinhos
- Barranco das Favas
- Barranco do Feital
- Barranco da Feiteira
- Barranco do Feitoso
- Barranco da Féria
- Barranco do Fernão Gil
- Barranco do Ferrajoso
- Barranco das Ferranhas
- Barranco Ferrão Coitado
- Barranco do Ferreira
- Barranco do Ferrel
- Corgo dos Ferros
- Ribeira do Fialho
- Barranco da Figueira
- Corgo da Figueira
- Ribeira da Figueira
- Barranco do Figueiral
- Barranco da Figueirinha
- Barranco das Foias
- Barranco do Fojo
- Barranco dos Fojos
- Barranco do Folhadal
- Barranco dos Fomilhos
- Barranco dos Fomos
- Barranco das Fontainhas
- Barranco da Fonte
- Corgo da Fonte
- Barranco do Fonte Coberta
- Barranco da Fonte da Horta
- Barranco da Fonte da Soalheira
- Barranco da Fonte da Zorra
- Barranco da Fonte de Santo António
- Barranco da Fonte do Barranco
- Barranco da Fonte do Touro
- Corgo da Fonte Férrea
- Barranco da Fonte Ferrenha
- Ribeira da Fonte Menalva
- Ribeira da Fonte Salgada
- Barranco da Fonte Salgueiro
- Barranco da Fonte Santa
- Barranco da Fonte Sapo
- Ribeira das Fontes Santas
- Ribeira da Fonte Vicente
- Barranco da Forca
- Barranco da Fornalha
- Ribeira da Fornalha
- Ribeira de Fornalha
- Barranco do Fortim
- Ribeira da Foupana
- Ribeiro da Foupana
- Ribeira da Foupanilha
- Barranco da Fragura
- Ribeira da Fragura
- Barranco do Freixo
- Ribeiro do Freixo
- Ribeira do Freixo Seco
- Barranco da Freixosa
- Ribeira de Fronteira
- Barranco dos Funchais
- Barranco do Funcho
- Barranco da Funchosa
- Barranco Fundo
- Barranco do Fundo
- Barranco do Fungão
- Barranco do Furadouro
- Barranco do Fuzil

## G
- Ribeira da Gafa
- Barranco da Gafeirosa
- Ribeira da Gaifona
- Barranco da Galé
- Barranco da Galharda
- Barranco de Garcia
- Barranco do Garcia
- Barranco da Garganta
- Barranco da Gata
- Barranco do Gato
- Ribeira do Gavião
- Corgo do Gil Barbeiro
- Rio Gilão, Rio Séqua, Rio da Séqua
- Barranco do Giraldão
- Ribeiro de Goldra
- Corgo do Gondra
- Barranco do Gordeiro
- Vale Gordeiro
- Barranco do Grainho
- Barranco da Gralha
- Barranco Grande
- Ribeira Grande (Faro)
- Vala Grande
- Barranco do Grou
- Rio Guadiana
- Barranco dos Guinchos

## H
- Ribeiro da Hera
- Barranco da Herdade
- Barranco do Homem
- Barranco da Horta da Fonte
- Barranco da Horta da Várzea
- Barranco da Horta Nova
- Barranco das Hortas
- Barranco das Hortas Novas
- Barranco do Hortelão
- Barranco da Hortinha
- Barranco da Hortinhola

## I
- Barranco do Inferno
- Barranco da Isca
- Corgo da Isca

## J
- Barranco do Jardo
- Barranco do Javali
- Barranco da Joana Badana
- Barranco da Joana Mendes
- Barranco do João Andrea
- Barranco do João Dias
- Barranco do João Fernandes
- Barranco do João Lourenço
- Barranco do João Martins
- Ribeira de João Martins
- Barranco do Joio
- Barranco dos Joios
- Barranco dos Juncos
- Barranco da Junqueira

## L
- Barranco dos Ladrões
- Barranco do Lagar
- Barranco do Lageado
- Corgo das Lagens
- Barranco das Lages
- Barranco da Laginha
- Barranco da Lagoa
- Ribeira da Lagoa
- Corgo da Lagoa
- Ribeira dos Lagos
- Barranco do Lambujal
- Barranco do Lameiro
- Corgo do Lameiro
- Barranco dos Lameiros
- Barranco do Landeiro
- Barranco da Lapa
- Barranco das Laranjeiras
- Barranco das Larguras
- Ribeira das Lavadeiras
- Barranco do Lavadouro
- Barranco do Lavajão
- Barranco do Lavradio
- Barranco do Leal
- Barranco dos Legumes
- Ribeira do Leiteijo
- Ribeira do Leitejo
- Vale da Lenda
- Regato do Linquez
- Barranco do Lobo
- Barranco dos Loiros
- Barranco da Lontra
- Barranco dos Loros
- Barranco da Losa
- Corgo do Loulé
- Barranco do Louro
- Ribeira da Luz
- Barranco do Luzio

## M
- Barranco da Maceira
- Ribeira da Machada

Barranco da Madeira
- Barranco de Malfrades
- Barranco da Mal Queimada
- Barranco da Malhada
- Barranco da Malhada do Machado
- Barranco das Malhadinhas
- Barranco dos Malhadis
- Barranco do Malhão
- Barranco dos Malhões
- Barranco do Malheiro
- Ribeira de Marchil
- Barranco do Marco
- Barranco do Marcoeiro
- Barranco da Maria Galega
- Ribeiro Maria Ruiva
- Ribeira das Marias
- Barranco de Maria Vinagre
- Ribeira de Marim
- Barranco das Marinhas
- Barranco do Marmeleiro
- Corgo do Marmeleiro
- Barranco dos Marmeleiros
- Ribeira Marreiros
- Barranco de Marrocos
- Barranco das Martinheiras
- Barranco da Masseira
- Barranco de Mata Porcas
- Barranco do Medronhal
- Barranco da Medronheira
- Ribeira da Meia Légua
- Ribeiro da Meia Légua
- Ribeiro Meirinho
- Ribeira das Mercês
- Barranco da Mimosa
- Barranco da Mina
- Barranco das Minas
- Barranco do Minhoto
- Barranco do Mioto
- Barranco do Moinho
- Barranco dos Moinhos
- Ribeira dos Moinhos
- Barranco do Moinho Velho
- Barranco do Moiro
- Barranco dos Moiros
- Barranco da Moita
- Barranco de Monchique
- Ribeira de Monchique
- Barranco do Monte
- Barranco de Monte Alto
- Barranco do Monte Alto
- Barranco do Monte Clérigo
- Ribeiro do Monte Costa
- Barranco do Monte do Trigo
- Ribeira do Monte Novo
- Ribeiro dos Montes Novos
- Barranco do Monte Serrão
- Barranco do Monte Velho
- Barranco do Montinho
- Ribeira do Montinho
- Barranco das Mós
- Ribeira dos Mosqueiros
- Barranco do Mosteiro
- Barranco da Moura
- Regato da Moura
- Barranco do Moutinho
- Barranco da Muda
- Barranco da Mula
- Barranco da Mulher
- Barranco da Murração
- Barranco do Murração
- Ribeira de Murta
- Barranco das Murtosas

## N
- Barranco da Navalha
- Barranco da Nave
- Barranco Negro
- Barranco dos Negros
- Barranco da Nora

## O
- Ribeira de Odeleite
- Ribeira de Odelouca
- Ribeira de Odiáxere
- Corgo do Olheiro
- Barranco do Olho Negro
- Barranco dos Olhos Negros
- Barranco do Olho Pusanes
- Corgo das Ombrias
- Ribeiro das Ondas
- Barranco do Ora Ora
- Ribeira dos Outeiros

## P
- Ribeira do Pacil Passil??
- Ribeira de Paderne
- Barranco da Paixão
- Barranco da Palanqueira
- Corgo do Palheirinho
- Barranco dos Palheirinhos
- Barranco do Palheiro
- Barranco da Palmeira
- Barranco da Palmeirinha
- Barranco do Pantufe
- Ribeira do Paraíso
- Barranco da Parra
- Barranco da Parreira
- Corgo da Parreira
- Barranco de Pascoais
- Barranco do Passil Pcil??
- Barranco dos Passis
- Vale Passo
- Barranco do Pau
- Regato do Pau
- Barranco dos Paus
- Barranco do Pego Fundo
- Barranco do Pego Lourenço
- Barranco dos Pegões
- Barranco dos Pegos
- Barranco Pegos Ferrenhos
- Barranco da Pena Furada
- Barranco de Penedo
- Barranco do Penedo
- Barranco da Penisca
- Barranco Pequeno
- Ribeiro do Peral
- Barranco das Pereiras
- Barranco da Pereirinha
- Barranco do Pereirinho
- Barranco do Pereiro
- Ribeiro do Pereiro
- Ribeiro das Pernadas
- Barranco do Pero Amo
- Ribeira da Perna da Negra
- Ribeira da Perna Seca
- Ribeiro da Perna Seca
- Barranco da Perna de Tráz Traz
- Barranco do Pessegueiro
- Barranco do Pialinhos
- Barranco das Pias
- Barranco das Piçarreiras
- Barranco da Picota
- Barranco do Pingadouro
- Barranco do Pinheiro
- Barranco dos Pinheiros
- Ribeira da Pipa
- Barranco do Poço
- Ribeiro do Poço Longo
- Barranco do Poço Seco
- Barranco do Poço Velho
- Ribeira da Pomba
- Barranco do Pombal
- Barranco do Pontalinho
- Ribeiro da Pontinha
- Barranco do Porco
- Barranco da Portela
- Barranco da Portela Alta
- Barranco da Portela Grande
- Barranco do Porto
- Corgo do Porto
- Barranco Porto Carvalhoso
- Barranco Porto do Cano
- Barranco do Premedeiro de Baixo
- Barranco do Premedeiro de Cima
- Barranco de Provenhas

## Q
- Barranco da Quarteira
- Ribeira de Quarteira
- Ribeira de Quartim
- Ribeiro de Quatrim
- Barranco das Quebradas
- Barranco das Queimadas
- Ribeiro das Queimadas
- Corgo Queimado
- Barranco dos Queimados
- Ribeira Quinta do Freixo

## R
- Barranco do Ratinho
- Barranco do Rebentão
- Barranco da Rebolada
- Barranco da Relva
- Barranco do Resgalho
- Ribeirão (Faro)
- Barranco Ribeirão
- Barranco do Ribeirão
- Ribeirinha (Faro)
- Barranco do Ribeiro
- Barranco do Ribeiro Meirinho
- Barranco do Rio Pires
- Ribeira do Rio Seco
- Barranco da Rocha
- Barranco da Rocha de João Cordeiro
- Ribeira do Rochedo
- Barranco do Rosado
- Barranco do Rosal
- Barranco das Rosas
- Ribeira das Ruivas
- Vale Ruivo
- Barranco da Russina

## S
- Barranco do Safarranho
- Ribeira da Salgada
- Barranco das Salgadas
- Barranco de Santa Eulália
- Barranco de Santa Maria
- Ribeiro de Santo Estevão
- Barranco do São Bom Homem
- Ribeira de São Lourenço
- Rio Seco
- Barranco da Seiceira
- Ribeira do Seixal
- Ribeira de Seixe
- Ribeira do Seixe
- Barranco do Seixo
- Ribeira de Selões
- Ribeira da Senhora do Verde
- Rio da Séqua, Rio Séqua, Rio Gilão
- Barranco do Serpe
- Ribeira da Serra da Borges
- Barranco do Serrado
- Barranco de Serranos
- Barranco do Serrão
- Barranco das Sesmarias
- Barranco do Silgado
- Barranco da Silveira
- Barranco do Silveira
- Ribeira da Sinceira
- Barranco da Soalheira
- Barranco das Soalheiras
- Ribeira da Sobrosa
- Ribeira das Solteiras
- Barranco dos Sopros
- Barranco do Souto
- Barranco do Subidoiro
- Barranco do Sulão
- Sumidouro

## T
- Barranco da Tábua
- Ribeira do Tacual
- Barranco das Taipas
- Barranco da Talhinha
- Barranco das Taliscas
- Barranco Talurdo
- Barranco das Tamanqueiras
- Barranco do Tamejoso
- Ribeira do Tamejoso
- Barranco de Tansanos
- Barranco dos Tarelos
- Barranco do Tecedeiro
- Barranco da Telhada
- Barranco de Telhares
- Corgo Temporão
- Barranco das Texugueiras
- Barranco do Tio Filipe
- Ribeira de Tira Baixo
- Barranco do Tiro Alto
- Corgo da Tojeira
- Barranco de Tojo
- Barranco do Tojo
- Barranco dos Tomates
- Barranco do Tombão
- Ribeira da Torre
- Barranco dos Touros
- Barranco da Tramagueira
- Barranco do Trancão
- Barranco de Tremelgo
- Ribeiro do Tronco

## U
- Barranco da Umbria
- Barranco das Umbrias
- Barranco da Ursa Nova
- Barranco da Ursa Velha

## V
- Barranco da Vaca
- Corgo da Vaca
- Ribeira da Vaga
- Ribeira da Vagarosa
- Barranco da Vala Grande
- Barranco do Vale
- Ribeira de Vale Barão
- Ribeira de Vale de Barão
- Barranco Vale Bom
- Barranco do Vale Burrinho
- Barranco do Vale Coelho
- Barranco de Vale Corvos
- Barranco Vale da Ameixieira
- Ribeira do Vale da Bordeira
- Barranco de Vale da Casa
- Barranco do Vale da Corcha
- Barranco do Vale da Cruz
- Barranco do Vale da Fonte
- Barranco do Vale da Freira
- Ribeiro do Vale da Mata
- Barranco do Vale da Moita
- Barranco do Vale da Muda
- Barranco de Vale da Murta
- Barranco do Vale da Pata
- Barranco do Vale da Pipa
- Ribeira do Vale da Rosa
- Barranco do Vale da Telha
- Barranco do Vale da Ursa
- Barranco do Vale da Velha
- Barranco do Vale da Vila
- Barranco do Vale da Vinhha
- Ribeira do Vale da Zorra
- Barranco do Vale das Fontes
- Barranco do Vale das Moças
- Barranco do Vale de Água
- Ribeira do Vale de Alfambra
- Barranco do Vale de Boi
- Ribeira de Vale de Boi
- Vala do Vale de Burgau
- Barranco do Vale de Carros
- Barranco de Vale de Cobras
- Barranco de Vale de Condes
- Ribeira de Vale de Covo
- Barranco de Vale de Égua
- Barranco de Vale de Favas
- Barranco do Vale de Grou
- Barranco de Vale de Lobo
- Barranco de Vale de Lobos
- Barranco de Vale de Loulé
- Ribeira de Vale de Meias
- Barranco de Vale de Peles
- Barranco do Vale de Pereiro
- Barranco do Vale do Ruivo
- Barranco do Vale do Zebro
- Barranco do Vale dos Homens
- Barranco do Vale Feitoso
- Barranco do Vale Figueiras
- Barranco de Vale Fontes
- Barranco de Vale Formiga
- Barranco do Vale Formosil
- Barranco do Vale Formosilho
- Barranco do Vale Formoso
- Ribeiro do Vale Formoso
- Barranco de Vale Francelhe
- Barranco do Vale Freixo
- Barranco do Vale Fuseiros
- Barranco de Vale Galego
- Barranco do Vale Laranjo
- Barranco do Vale Marreiros
- Barranco de Vale Navio
- Ribeiro do Vale Paraíso
- Ribeira de Vale Pocilgão
- Corgo do Vale Podre
- Barranco do Vale Rodrigo
- Barranco do Vale Salgado
- Barranco do Vale Santo
- Barranco dos Vales dos Netos
- Barranco do Vale Silveira
- Barranco do Vale Tanque
- Barranco do Vale Tijoso
- Barranco da Valeira
- Barranco de Valença
- Barranco do Valinho do Cabo
- Ribeira de Valongo
- Barranco de Valverde
- Barranco do Valverde
- Barranco da Várzea
- Barranco da Várzea da Azinheira
- Barranco da Várzea de Água Dôme
- Barranco da Várzea do Ouro
- Barranco das Várzeas
- Ribeira do Vascanito
- Ribeira do Vascão
- Ribeira de Vascãozinho
- Ribeira do Vascãozinho
- Ribeira de Vasconcilhos
- Barranco Velho
- Barranco do Velho
- Barranco das Veredas
- Barranco do Vigário
- Barranco da Vila
- Barranco do Vinagre
- Barranco da Viúva

## X
- Barranco do Ximeno

## Z
- Barranco do Zambujal
- Barranco da Zambujeira
- Barranco do Zambujeiro
- Ribeira da Zambujosa
- Barranco do Zebro
- Barranco dos Zefetos
- Barranco do Zevinho
- Barranco do Zimbral
- Ribeira de Zimbral
- Barranco da Zorra
- Corgo da Zorra
- Ribeiro da Zorreira
- Barranco dos Zorrinhos
- Vale Zorro